# L'Engrenage de l'anorexie
L'Engrenage de l'anorexie (Starving in Suburbia ou Thinspiration) est un téléfilm américain réalisé par Tara Miele, diffusé le 26 avril 2014 sur Lifetime.

## Synopsis
Hannah, une adolescente de 17 ans, semble heureuse et même très épanouie. Un complexe cependant lui pèse : elle se sent un peu ronde.
Elle a une famille aimante et amie très chère. Elle se passionne pour la danse et elle se voit ouvrir les portes de la grande université dont elle rêvait.
Un jour, par jeu, sa meilleure amie lui fait découvrir un site internet pro anorexie : « Thinspiration », fondé par ButterflyAna ("Ana" étant un code pour "Anorexie"). Malheureusement, Hannah en devient addict ; tombe malade et s'enfonce dans un mal-être, lui faisant faire n'importe quoi.
Cette ButterflyAna la pousse à prendre le contrôle de sa faim et lui fait perdre de plus en plus de poids. Jusqu'au jour du drame où Hannah va enfin réagir pour se sortir de cette situation devenue un enfer.

## Fiche technique
- Titre post-production : Thinspiration
- Titre final : Starving in Suburbia
- Réalisation : Tara Miele
- Scénario : Tara Miele
- Photographie : Damian Horan
- Musique : Kim Carroll (en)
- Durée : 84 minutes
- Date de diffusion :
  -  France : 18 novembre 2014 sur TF1

## Distribution
- Laura Wiggins (VF : Nastassja Girard) : Hannah
- Izabella Miko (VF : Juliette Poissonnier) : Teagan / ButterflyAna
- Callie Thorne (VF : Brigitte Aubry) : Joey
- Marcus Giamatti : Michael
- Emma Dumont (VF : Claire Baradat) : Kayden
- Brendan Meyer (en) : Leo
- Sharon Lawrence (VF : Pascale Vital) : Dr Klein
- Paula Newsome : Mlle Christie
- Tyler Riggs (en) : Brendan
- Rowdy Brown (VF : Nicolas Dangoise) : Wrestler
- Franchesca Maia : Mia Love

 Source et légende : version française (VF) sur RS Doublage et selon le carton du doublage français télévisuel.

## Accueil
Le téléfilm a été vu par 1,102 million de téléspectateurs lors de sa première diffusion.